# BAFTA (премия, 1960)
13-я церемония вручения наград премии BAFTA

Лондон, Англия
Лучший фильм: 

Бен-Гур 

Ben-Hur
Лучший британский фильм: 

Сапфир 

Sapphire
< 12-я Церемонии вручения 14-я >
13-я церемония вручения наград премии BAFTA за заслуги в области кинематографа за 1959 год состоялась в Лондоне в 1960 году.
В номинации «Лучший фильм» оказались киноленты из США («Анатомия убийства», «Бен-Гур», «Большая страна», «В джазе только девушки», «Жижи», «История монахини», «Насилие»), Польши («Пепел и алмаз»), Франции («Мегрэ расставляет силки»), Швеции («Лицо») и ещё пять картин из Великобритании, также отмеченные в категории «Лучший британский фильм».
В этом году появились три дополнительные категории: «Лучший короткометражный фильм» (награда в этой номинации вручается и по сей день), «Лучший специализированный фильм» (номинация просуществовала вплоть до 1979 года) и «Награда имени Роберта Флаэрти за лучший документальный фильм» (приз в этой категории вручался почти ежегодно до 1987 года).
Ниже приведён полный список победителей и номинантов премии с указанием имён режиссёров, актёров и сценаристов, а также оригинальных и русскоязычных названий фильмов. Названия фильмов и имена кинодеятелей, победивших в соответствующей категории, выделены жирным шрифтом и отдельным цветом.
| Фильмы                                                                                         |                                          |                                                     |                                        |
| Категория                                                                                      | Фильм — русскоязычное название           | Фильм — оригинальное название                       | Режиссёр                               |
| Лучший фильм                                                                                   | • «Бен-Гур»                              | Ben-Hur                                             | Уильям Уайлер                          |
| Лучший фильм                                                                                   | • «Анатомия убийства»                    | Anatomy of a Murder                                 | Отто Премингер                         |
| Лучший фильм                                                                                   | • «Большая страна»                       | The Big Country                                     | Уильям Уайлер                          |
| Лучший фильм                                                                                   | • «В джазе только девушки»               | Some Like It Hot                                    | Билли Уайлдер                          |
| Лучший фильм                                                                                   | • «Вчерашний враг»                       | Yesterday’s Enemy                                   | Вэл Гест                               |
| Лучший фильм                                                                                   | • «Жижи»                                 | Gigi                                                | Винсент Миннелли                       |
| Лучший фильм                                                                                   | • «История монахини»                     | The Nun’s Story                                     | Фред Циннеман                          |
| Лучший фильм                                                                                   | • «Лицо»                                 | Ansiktet                                            | Ингмар Бергман                         |
| Лучший фильм                                                                                   | • «Мегрэ расставляет силки»              | Maigret tend un piège                               | Жан Деланнуа                           |
| Лучший фильм                                                                                   | • «Насилие»                              | Compulsion                                          | Ричард Флейшер                         |
| Лучший фильм                                                                                   | • «Оглянись во гневе»                    | Look Back in Anger                                  | Тони Ричардсон                         |
| Лучший фильм                                                                                   | • «Пепел и алмаз»                        | Popiół i diament                                    | Анджей Вайда                           |
| Лучший фильм                                                                                   | • «Сапфир»                               | Sapphire                                            | Бэзил Дирден                           |
| Лучший фильм                                                                                   | • «Северо-западная граница»              | North West Frontier                                 | Джей Ли Томпсон                        |
| Лучший фильм                                                                                   | • «Тигровая бухта»                       | Tiger Bay                                           | Джей Ли Томпсон                        |
| Лучший британский фильм                                                                        | • «Сапфир»                               | Sapphire                                            | Бэзил Дирден                           |
| Лучший британский фильм                                                                        | • «Анатомия убийства»                    | Anatomy of a Murder                                 | Отто Премингер                         |
| Лучший британский фильм                                                                        | • «Вчерашний враг»                       | Yesterday’s Enemy                                   | Вэл Гест                               |
| Лучший британский фильм                                                                        | • «Оглянись во гневе»                    | Look Back in Anger                                  | Тони Ричардсон                         |
| Лучший британский фильм                                                                        | • «Тигровая бухта»                       | Tiger Bay                                           | Джей Ли Томпсон                        |
| Лучший анимационный фильм                                                                      | • «Скрипач»                              | The Violinist                                       | Эрнест Пинтофф                         |
| Лучший анимационный фильм                                                                      | • «Дом»                                  | Dom                                                 | Валериан Боровчик, Ян Леница           |
| Лучший анимационный фильм                                                                      | • —                                      | Short and Suite                                     | Норман Макларен, Эвелин Ламбарт        |
| Лучший анимационный фильм                                                                      | • —                                      | Beep Peep                                           | —                                      |
| Лучший короткометражный фильм                                                                  | • «Семь городов Антарктики»              | Seven Cities of Antarctica                          | —                                      |
| Лучший короткометражный фильм                                                                  | • —                                      | Rodin                                               | —                                      |
| Лучший специализированный фильм                                                                | • «Это Би-Би-Си»                         | This is the BBC                                     | Ричард Каустон                         |
| Лучший специализированный фильм                                                                | • «Высокоскоростные полёты»              | High Speed Flight Pts. I/II/III                     | Питер де Норманвилл                    |
| Лучший специализированный фильм                                                                | • —                                      | Coupe des alpes: The Story of the 1958 Alpine Rally | Джон Армстронг                         |
| Лучший специализированный фильм                                                                | • —                                      | Hazard                                              | Том Стобарт                            |
| Лучший специализированный фильм                                                                | • —                                      | Tribute to Fangio                                   | Роналд Х. Райли                        |
| Награда объединённых наций United Nations Award                                                | • «На берегу»                            | On the Beach                                        | Стэнли Крамер                          |
| Награда объединённых наций United Nations Award                                                | • «История монахини»                     | The Nun’s Story                                     | Фред Циннеман                          |
| Награда имени Роберта Флаэрти за лучший документальный фильм Robert Flaherty Documentary Award | • «Гневное око»                          | The Savage Eye                                      | Бен Мэддоу, Сидни Майерс, Джозеф Стрик |
| Награда имени Роберта Флаэрти за лучший документальный фильм Robert Flaherty Documentary Award | • «Белая пустошь»                        | White Wilderness                                    | Джеймс Алгар                           |
| Награда имени Роберта Флаэрти за лучший документальный фильм Robert Flaherty Documentary Award | • «Это Би-Би-Си»                         | This is the BBC                                     | Ричард Каустон                         |
| Награда имени Роберта Флаэрти за лучший документальный фильм Robert Flaherty Documentary Award | • Мы — парни из Ламбета                  | We Are the Lambeth Boys                             | Карел Рейш                             |
| Актёрские работы                                                                               |                                          |                                                     |                                        |
| Категория                                                                                      | Имя                                      | Фильм — русскоязычное название                      | Фильм — оригинальное название          |
| Лучший британский актёр                                                                        | • Питер Селлерс                          | «Я в порядке, Джек!»                                | I’m All Right Jack                     |
| Лучший британский актёр                                                                        | • Стэнли Бейкер                          | «Вчерашний враг»                                    | Yesterday’s Enemy                      |
| Лучший британский актёр                                                                        | • Ричард Бёртон                          | «Оглянись во гневе»                                 | Look Back in Anger                     |
| Лучший британский актёр                                                                        | • Гордон Джексон                         | «Вчерашний враг»                                    | Yesterday’s Enemy                      |
| Лучший британский актёр                                                                        | • Лоренс Оливье                          | «Ученик дьявола»                                    | The Devil’s Disciple                   |
| Лучший британский актёр                                                                        | • Питер Финч                             | «История монахини»                                  | The Nun’s Story                        |
| Лучший британский актёр                                                                        | • Лоуренс Харви                          | «Экспрессо Бонго»                                   | Expresso Bongo                         |
| Лучший иностранный актёр                                                                       | • Джек Леммон                            | «В джазе только девушки»                            | Some Like It Hot                       |
| Лучший иностранный актёр                                                                       | • Жан Габен                              | «Мегрэ расставляет силки»                           | Maigret tend un piège                  |
| Лучший иностранный актёр                                                                       | • Жан Дезайи                             | «Мегрэ расставляет силки»                           | Maigret tend un piège                  |
| Лучший иностранный актёр                                                                       | • Такаси Симура                          | «Жить»                                              | 生きる                                 |
| Лучший иностранный актёр                                                                       | • Джеймс Стюарт                          | «Анатомия убийства»                                 | Anatomy of a Murder                    |
| Лучший иностранный актёр                                                                       | • Збигнев Цибульский                     | «Пепел и алмаз»                                     | Popiół i diament                       |
| Лучшая британская актриса                                                                      | • Одри Хепбёрн                           | «История монахини»                                  | The Nun’s Story                        |
| Лучшая британская актриса                                                                      | • Ивонн Митчелл                          | «Сапфир»                                            | Sapphire                               |
| Лучшая британская актриса                                                                      | • Сильвия Симс                           | —                                                   | No Trees in the Street                 |
| Лучшая британская актриса                                                                      | • Кэй Уолш                               | «Устами художника»                                  | The Horse’s Mouth                      |
| Лучшая британская актриса                                                                      | • Пегги Эшкрофт                          | «История монахини»                                  | The Nun’s Story                        |
| Лучшая иностранная актриса                                                                     | • Ширли Маклейн                          | «Спросите любую девушку»                            | Ask Any Girl                           |
| Лучшая иностранная актриса                                                                     | • Ава Гарднер                            | «На берегу»                                         | On the Beach                           |
| Лучшая иностранная актриса                                                                     | • Элли Ламбети                           | «Последняя ложь»                                    | Το τελευταίο ψέμα                      |
| Лучшая иностранная актриса                                                                     | • Розалинд Расселл                       | «Тётушка Мэйм»                                      | Auntie Mame                            |
| Лучшая иностранная актриса                                                                     | • Сьюзен Хэйворд                         | «Я хочу жить!»                                      | I Want to Live!                        |
| Самый многообещающий новичок                                                                   | • Хэйли Миллс                            | «Тигровая бухта»                                    | Tiger Bay                              |
| Самый многообещающий новичок                                                                   | • Джерри Дагган                          | «Четверо отчаянных мужчин»                          | The Siege of Pinchgut                  |
| Самый многообещающий новичок                                                                   | • Джозеф Н. Уэлш                         | «Анатомия убийства»                                 | Anatomy of a Murder                    |
| Самый многообещающий новичок                                                                   | • Лиз Фрейзер                            | «Я в порядке, Джек!»                                | I’m All Right Jack                     |
| Другие категории                                                                               |                                          |                                                     |                                        |
| Категория                                                                                      | Имя                                      | Фильм — русскоязычное название                      | Фильм — оригинальное название          |
| Лучший сценарий для британского фильма                                                         | • Алан Хакни, Фрэнк Харви, Джон Боултинг | «Я в порядке, Джек!»                                | I’m All Right Jack                     |
| Лучший сценарий для британского фильма                                                         | • Найджел Нил                            | «Оглянись во гневе»                                 | Look Back in Anger                     |
| Лучший сценарий для британского фильма                                                         | • Дженет Грин                            | «Сапфир»                                            | Sapphire                               |
| Лучший сценарий для британского фильма                                                         | • Миллард Лампелл, Бен Барзмен           | «Свидание вслепую»                                  | Blind Date                             |
| Лучший сценарий для британского фильма                                                         | • Робин Эстридж                          | «Северо-западная граница»                           | North West Frontier                    |
| Лучший сценарий для британского фильма                                                         | • Джон Хоуксворт, Шелли Смит             | «Тигровая бухта»                                    | Tiger Bay                              |
| Лучший сценарий для британского фильма                                                         | • Алек Гиннесс                           | «Устами художника»                                  | The Horse’s Mouth                      |
| Лучший сценарий для британского фильма                                                         | • Уолф Манковиц                          | «Экспрессо Бонго»                                   | Expresso Bongo                         |
| Лучший сценарий для британского фильма                                                         | • Тед Уиллис                             | —                                                   | No Trees in the Street                 |